# Francisco Z. Mena
Francisco Zacarias Mena (León, Guanajuato; 6 de septiembre de 1841-10 de enero de 1908), conocido como Francisco Z. Mena, fue un militar, diplomático y político mexicano. Se desempeñó como gobernador de Guanajuato de 1877 a 1880, embajador de México en Alemania de 1880 a 1887, secretario de Comunicaciones y Obras Públicas de 1895 a 1907 y secretario de Guerra y Marina de 1903 a 1905 durante la presidencia Porfirio Díaz.

## Biografía

### Primeros años
Nació el 6 de septiembre de 1841 en la ciudad de León (Guanajuato). A sus diez años, en 1851, se enlistó en la Guardia en dicho estado. Permaneció durante décadas donde subió progresivamente en el escalafón militar hasta alcanzar el grado de general de brigada en 1880.
Como militar luchó en la Guerra de Reforma en la batalla de Silao el 10 de agosto de 1880 en la Segunda intervención francesa en la Batalla de Puebla el 5 de mayo de 1862, en el Sitio de Puebla el 17 de marzo de 1863 —donde fue capturado prisionero de guerra y llevado a Francia, para ser repatriado al año siguiente después de unas negociaciones— y en la Toma de Puebla el 2 de abril de 1867 bajo las órdenes de Porfirio Díaz. En ese mismo año tuvo batallas de menor importancia.
En las elecciones federales de 1867 fue electo como diputado en la V Legislatura del Congreso de la Unión, cargo al que asumió y que terminó su periodo en octubre de 1871.
En noviembre de 1871 se sumó a la Revolución de La Noria convocada por Díaz en la que desconocía al presidente Benito Juárez. Participó en la Batalla de San Mateo donde hubo una victoria juarista. El 28 de julio de 1872, meses después de la muerte de Juárez, el nuevo presidente Sebastián Lerdo de Tejada decretó una amnistía a todos los sublevados de La Noria.
Posteriormente volvió a asumir como diputado federal de noviembre de 1872 a noviembre de 1875 en las VI y VII Legislaturas, pero nuevamente no completó su periodo porque se unió al Plan de Tuxtepec convocado por Díaz en contra de Lerdo de Tejada, donde participó en diversas batallas a lo largo de 1876, como el Asalto de Matamoros el 2 de abril, la Batalla de Icamole el 29 de mayo y la Batalla de Tecoac el 16 de noviembre.

### Cargos importantes

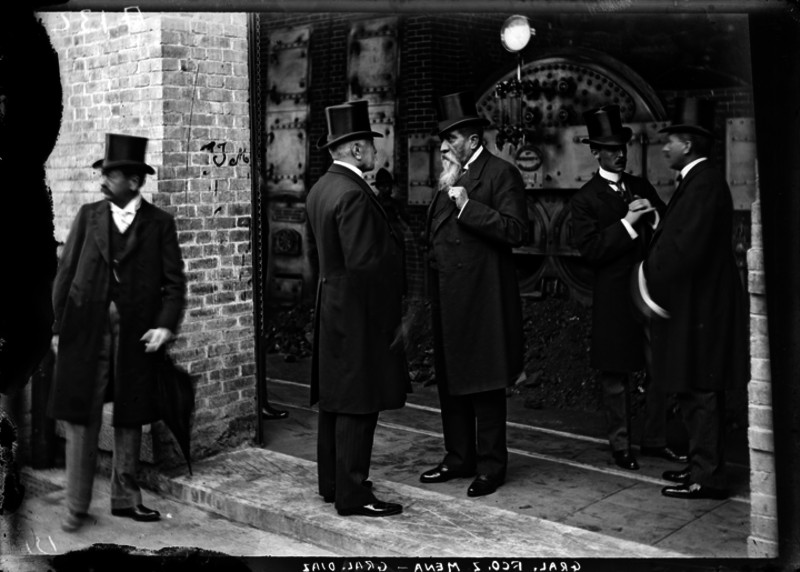
Porfirio Díaz y Francisco Z. Mena platicando en la inauguración de la Estación de ferrocarriles de San Lázaro el 11 de diciembre de 1904.

Con la victoria de la revolución el 20 de noviembre de 1876 que desencadenó la renuncia de Lerdo de Tejada y la toma de Ciudad de México, fue nombrado administrador de rentas del Distrito Federal, cargo en el que duró un poco menos de un mes, pues en enero de 1877 fue electo como gobernador de Guanajuato, cargo en el que duró hasta septiembre de 1880.
De noviembre de 1880 a febrero de 1887 fue nombrado por el presidente Manuel del Refugio González Flores como embajador de México ante Alemania. En su estadía de siete años en Berlín conoció al canciller Otto von Bismarck y al rey Guillermo I de Alemania.
El 21 de octubre de 1895 Manuel González de Cosío dejó la titularidad de la Secretaría de Comunicaciones y Obras Públicas, y Mena asumió la dirección de dicha secretaría de Estado el 14 de noviembre del mismo año, en el que duró doce años hasta el 22 de diciembre de 1907. Asimismo, simultáneamente fue secretario de Guerra y Marina entre enero de 1903 y marzo de 1905 en reemplazo de Bernardo Reyes. 
Falleció el 10 de enero de 1908, menos de un mes después de haber dejado el cargo de secretaría de Comunicaciones y Obras Públicas.
En 1910 fue nombrado en su honor el municipio de Francisco Z. Mena (Puebla).